# Hernandia temarii
Hernandia temarii är en tvåhjärtbladig växtart som beskrevs av Jean Nadeaud. Hernandia temarii ingår i släktet Hernandia och familjen Hernandiaceae. Inga underarter finns listade i Catalogue of Life.